# Traugott (Katowice)
Traugott (niem. Traugott-Colonie) – dawna kolonia robotnicza dla pracowników kopalni Guter Traugutt na terenie współczesnych Katowic, w dzielnicy Szopienice-Burowiec, w rejonie ulicy Morawa i ulicy Bednarskiej. 
Powstanie kolonii ma związek z nadanej w 1839 roku na terenie Roździenia kopalnią Guter Traugott. Kopalnia ta wraz z zakładem Louisens Glück (niem. Szczęście Luizy) wybudowała domy dla swoich pracowników, w których mieszkało po pięć rodzin. Domy te powstały pomiędzy obecną ulicą Bednarską w (w XIX wieku Traugutt Straße) i ulicą Morawa, w rejonie obecnego szpitala geriatrycznego . Kopalnia Traugott została zatrzymana w 1894 roku.